# بهرام یشت
بهرام یشت چهاردهمین یشت از مجموعه یشت‌های کتاب اوستا می‌باشد که در ستایش بهرام ایزد جنگ و پیروزی بوده و ۲۲ کرده و ۶۴ بند دارد.بخش‌هایی از این یشت احتمالاً از بخش‌های قدیمی‌تر اوستا اتخاذ شده‌است و بخش‌هایی از آن مکرر و تکراری است.

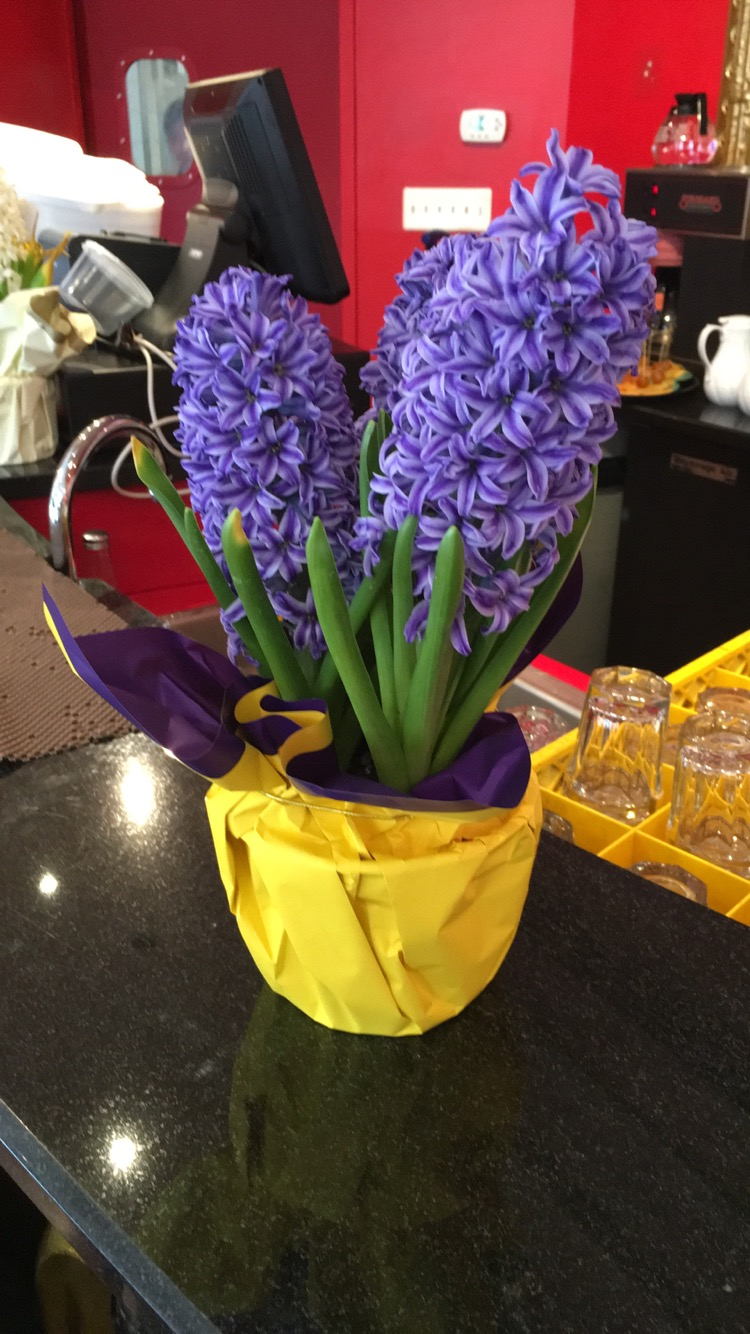
گلدانی از سنبل نماد ایزد ورهرام.

## نمونه بهرام یشت

### کرده شانزدهم بندهای چهل‌دو و چهل‌وسه
بهرام اَهوره آفریده را می‌ستاییم.
زَرتُشت از اَهوره مزدا پرسید:
ای اَهوره مَزدا! ای سپندترین مینو! ای دادار جهان ِاَستومند! ای اَشَوَن!
بهرام ِاَهوره آفریده را در کجا باید نام برند و به یاری خوانند؟
در کجا باید او را بستایند و نیایش بگزارند؟
آن‌گاه اَهوره مَزدا گفت:
ای سپیتمان زرتشت!
هنگامی که دو سپاه در برابر یکدیگر ایستند و آرایش رزم گیرند اما پیشروان به پیروزی واپسین نرسند و شکست‌خوردگان به شکستی سخت، دچار نشوند...